# Jędrzejowice-Kolonie
Jędrzejowice-Kolonie – część wsi Jędrzejowice w Polsce, położona w województwie świętokrzyskim, w powiecie ostrowieckim, w gminie Bodzechów.
W latach 1975–1998 Jędrzejowice-Kolonie administracyjnie należały do województwa kieleckiego.